# Sukatenang
Sukatenang is een bestuurslaag in het regentschap Bekasi van de provincie West-Java, Indonesië. Sukatenang telt 10.159 inwoners (volkstelling 2010).